# Boško Antić
Božidar „Boško“ Antić (v srbské cyrilici: Божидар Бошко Антић; 7. ledna 1944 – 4. prosince 2007) byl jugoslávský a srbský fotbalový trenér a bývalý hráč.

## Klubová kariéra
Ve třinácti letech byl povolán do mládežnické sestavy Sarajeva z místního týmu UNIS Vogošća a svou seniorskou kariéru zahájil v roce 1965 v týmu FK Sarajevo. Mladý a talentovaný tým složený z domácích hráčů jako Mirsad Fazlagić, Boško Prodanović, Vahidin Musemić a Antić získal v sezóně 1966/67 jugoslávský prvoligový titul, první v historii klubu. Antić byl jedním z nejproduktivnějších členů zmíněného týmu, když se během tažení za titulem prosadil ve 14 různých případech. Ve všech soutěžích za klub nastřílel celkem 140 gólů ve 276 zápasech. Populární říkanka té doby byla „Dva Boška na dva čoška, Musemija u sredini, za pobjedu ne brini“ (česky: Dva Boškové ve dvou rozích, Musemić ve středu, nebojte se o výhru). Během svého působení v Sarajevu byl nejlepším střelcem týmu ve třech sezónách (1965/66, 1966/67 a 1967/68) a zároveň nejlepším střelcem ligy v sezóně 1967/68, kdy vstřelil 53 gólů v 53 zápasech.
Antić opustil Sarajevo v roce 1972 a přestoupil do francouzského týmu Angers Ligue 1, kde zůstal tři roky a vstřelil 44 gólů ve 103 ligových zápasech, než v létě 1975 přestoupil do Caen. Po dalších dvou sezónách na francouzské riviéře ukončil v roce 1977 profesionální fotbalovou kariéru. 

## Reprezentační kariéra
Antić byl nehrajícím členem jugoslávského týmu, který získal stříbrnou medaili na Euru 1968. V seniorské reprezentaci debutoval v říjnu 1968 v kvalifikačním zápase na Mistrovství světa ve fotbale 1970 proti Španělsku, který zůstal jeho jediným mezinárodním vystoupením.

## Trenérská kariéra
Po roce vedení týmu Caen do 18 let se Antić vrátil do Sarajeva, kde strávil dalších pět let jako manažer a koordinátor mládežnických týmů. V roce 1983 byl jmenován trenérem prvního týmu Sarajeva, se kterým v sezóně 1984/85 získal jugoslávský titul, čímž se stal prvním člověkem v historii klubu, který vyhrál titul jako hráč i jako manažer. Během tří sezón na pozici trenéra prvního týmu mu pomáhal bývalý spoluhráč Mirsad Fazlagić.
V roce 1987 byl Antić jmenován hlavním trenérem národního týmu Toga. Tuto pozici zastával osmnáct měsíců, nakonec se vrátil do Sarajeva, kde chtěl ukončit svou trenérskou kariéru. Se začátkem bosenské války a obléháním Sarajeva v roce 1992 musel odjet do Bělehradu, kde byla jeho žena kvůli chorobě hospitalizována. Nakonec, protože situace přetrvávala, zůstal v Bělehradě, a to až do své smrti. V Srbsku dokonce vedl Radnički Niš a Sartid Smederevo. Antić také v roce 2001 krátce trénoval čínský klub Jiangsu Suning.

## Úmrtí
Antić zemřel 4. prosince 2007 v Bělehradě po dlouhé nemoci ve věku 63 let.

## Úspěchy

### Hráčské
Sarajevo
- Jugoslávská Prva liga: 1966/67

Jugoslávie
- Poražený finalista Mistrovství Evropy ve fotbale: 1968

### Individuální
- Nejlepší střelec Ligue 2: 1975/76 (25 gólů)

### Trenérské
Sarajevo
- Jugoslávská Prva liga: 1984/85